# Fenerbahçe Spor Kulübü 2015-2016 (pallavolo maschile)
Questa voce raccoglie le informazioni riguardanti il Fenerbahçe Spor Kulübü nelle competizioni ufficiali della stagione 2015-2016.

## Organigramma societario
Area direttiva
- Presidente: Aziz Yıldırım

Area tecnica
- Allenatore: Veljko Bašič
- Allenatore in seconda: Hakan Akışık
- Scoutman: Ali Yılmaz

## Rosa
| N° | Nome              | Ruolo | Data di nascita   | Nazionalità sportiva |
| -- | ----------------- | ----- | ----------------- | -------------------- |
| 1  | Selçuk Keskin     | P     | 15 gennaio 1982   | Turchia              |
| 2  | Alen Pajenk       | C     | 23 aprile 1986    | Slovenia             |
| 3  | Sabit Karaağaç    | C     | 5 maggio 1987     | Turchia              |
| 5  | Mesut Akman       | L     | 3 gennaio 1992    | Turchia              |
| 6  | Guillaume Quesque | S     | 29 aprile 1989    | Francia              |
| 7  | Metehan Baş       | O     | 12 agosto 1996    | Turchia              |
| 8  | İzzet Ünver       | S     | 1º gennaio 1992   | Turchia              |
| 9  | Ediz Fırıncıoğlu  | S     | 20 settembre 1993 | Turchia              |
| 10 | Ali Sağır         | P     | 17 dicembre 1993  | Turchia              |
| 11 | Uğur Güneş        | C     | 11 agosto 1993    | Turchia              |
| 12 | Bertuğ Öndeş      | C     | 26 ottobre 1996   | Turchia              |
| 13 | Oğuzhan Karasu    | C     | 16 giugno 1995    | Turchia              |
| 14 | Mert Güneş        | S     | 26 agosto 1995    | Turchia              |
| 15 | Metin Toy         | O     | 3 maggio 1994     | Turchia              |
| 16 | Levi Cabral       | S     | 16 maggio 1989    | Brasile              |
| 17 | Ender Kıdoğlu     | S     | 10 aprile 1978    | Turchia              |
| 18 | Mehmet Özbek      | L     | 11 luglio 1984    | Turchia              |

## Statistiche

### Statistiche di squadra
| Competizione     | Punti | In casa | In casa | In casa | In trasferta | In trasferta | In trasferta | Totale | Totale | Totale |
| Competizione     | Punti | G       | V       | P       | G            | V            | P            | G      | V      | P      |
| ---------------- | ----- | ------- | ------- | ------- | ------------ | ------------ | ------------ | ------ | ------ | ------ |
| Voleybol 1. Ligi | 43    | 11      | 7       | 4       | 10           | 8            | 2            | 27     | 15     | 12     |
| Totale           | -     | 11      | 7       | 4       | 10           | 8            | 2            | 27     | 15     | 12     |

G = partite giocate; V = partite vinte; P = partite perse

### Statistiche dei giocatori
| Giocatore      | Voleybol 1. Ligi | Voleybol 1. Ligi | Voleybol 1. Ligi | Voleybol 1. Ligi | Voleybol 1. Ligi | Totale | Totale | Totale | Totale | Totale |
| Giocatore      | P                | PT               | AV               | MV               | BV               | P      | PT     | AV     | MV     | BV     |
| -------------- | ---------------- | ---------------- | ---------------- | ---------------- | ---------------- | ------ | ------ | ------ | ------ | ------ |
| M. Akman       | 2                | 0                | 0                | 0                | 0                | 2      | 0      | 0      | 0      | 0      |
| M. Baş         | 17               | 1                | 0                | 0                | 1                | 17     | 1      | 0      | 0      | 1      |
| L. Cabral      | 27               | 288              | 237              | 17               | 34               | 27     | 288    | 237    | 17     | 34     |
| E. Fırıncıoğlu | 0                | 0                | 0                | 0                | 0                | 0      | 0      | 0      | 0      | 0      |
| M. Güneş       | 0                | 0                | 0                | 0                | 0                | 0      | 0      | 0      | 0      | 0      |
| U. Güneş       | 10               | 17               | 16               | 1                | 0                | 10     | 17     | 16     | 1      | 0      |
| S. Karaağaç    | 27               | 150              | 109              | 36               | 5                | 27     | 150    | 109    | 36     | 5      |
| O. Karasu      | 6                | 4                | 3                | 1                | 0                | 6      | 4      | 3      | 1      | 0      |
| S. Keskin      | 27               | 117              | 40               | 58               | 19               | 27     | 117    | 40     | 58     | 19     |
| E. Kıdoğlu     | 6                | 0                | 0                | 0                | 0                | 6      | 0      | 0      | 0      | 0      |
| B. Öndeş       | 0                | 0                | 0                | 0                | 0                | 0      | 0      | 0      | 0      | 0      |
| M. Özbek       | 22               | 0                | 0                | 0                | 0                | 22     | 0      | 0      | 0      | 0      |
| A. Pajenk      | 27               | 220              | 153              | 50               | 17               | 27     | 220    | 153    | 50     | 17     |
| G. Quesque     | 27               | 296              | 246              | 41               | 9                | 27     | 296    | 246    | 41     | 9      |
| A. Sağır       | 3                | 0                | 0                | 0                | 0                | 3      | 0      | 0      | 0      | 0      |
| M. Toy         | 27               | 426              | 377              | 27               | 22               | 27     | 426    | 377    | 27     | 22     |
| İ. Ünver       | 20               | 42               | 35               | 3                | 4                | 20     | 42     | 35     | 3      | 4      |

P = presenze; PT = punti totali; AV = attacchi vincenti; MV = muri vincenti; BV = battute vincenti